# Sophie Lazarsfeldová
Sophie nebo Sofie Lazarsfeld(ová) (rozená Munk(ová), 26. května 1881, Opava – 24. září 1976, New York) byla rakousko-americká psychoterapeutka a spisovatelka židovského původu ze Slezska. Byla studentkou vídeňského psychologa Alfreda Adlera.

## Život
Sophie Munková se narodila 26. května 1881 v Opavě. 
Provdala se za právníka Roberta Lazarsfelda, s nímž měla syna, pozdějšího sociologa Paula Lazarsfelda. S rodinou Lazarsfeldových v bytě nějakou dobu bydlel ještě Friedrich Adler, který v té době spáchal atentát na tehdejšího rakouského premiéra Karla von Stürgkha. Později rodině poslal pohlednici, že po odchodu z domu byl "v dobré náladě". To později okomentoval Paul Lazarsfeld slovy: „Moje matka byla zodpovědná za zničení tří mužů, mého otce Friedricha Adlera a mě. Vždycky to říkám." 
S názory Alfreda Adlera (nebyl příbuzný Friedricha) ji zřejmě seznámil její syn, načež po první světové válce vstoupila do Vídeňské individuální psychologické společnosti a ve 20. letech prošla školením u Alfreda Adlera. Vytvořila frázi „odvaha být nedokonalou“, kterou poprvé použila na 2. mezinárodním kongresu individuální psychologie v roce 1925 a později tuto myšlenku rozšířila ve svých spisech.
Její kniha Jak ženy vnímají muže (1931) čerpal z práce manželských klinik zřízených Alfredem Adlerem. 
V roce 1938 utekla před nacismem z Rakouska do Paříže a v roce 1941 dále do USA, kde si založila psychologickou praxi v New Yorku. Stala se čestnou prezidentkou Americké společnosti adlerovské psychologie a přispěla několika články do časopisu The American journal of individual psychology.
Zemřela v New Yorku 24. září 1976.

## Dílo
- Vom häuslichen Frieden, 1926. S předmluvou Alfreda Adlera.
- Richtige Lebensführung, 1926
- Das lügenhafte Kind, 1927
- Die Ehe von heute und morgen (Manželství dneška a zítřka), 1927
- Erziehung zur Ehe (Výcvik pro manželství), 1928.
- (vyd. ) Technik der Erziehung; ein Leitfaden für Eltern und Lehrer, 1929
- Wie die Frau den Mann erlebt; fremde Bekenntnisse und eigene Betrachtungen (Jak ženy prožívají muže), 1931. Přeložili Karsten a E. Pelham Stapelfeldt jako The Rhythm of Life: A Guide to Sexual Harmony for Women, London: G. Routledge and Sons, 1934. Publikováno také v překladu jako Woman's experience of the male, London: Encyclopaedia Press, 1938, s úvodem Normana Hairea.
- Sexuelle Erziehung (Sexuální výchova), 1931
- "Did Oedipus Have an Oedipus Complex?" (Měl Oidipus oidipovský komplex?), American Journal of Orthopsychiatry 14 (1944): 226-29; The Journal of Nervous and Mental Disease, 101, no. 1 (1945)
- 'War and Peace Between the Sexes' (Válka a mír mezi pohlavími), Individual Psychology Bulletin Vol. 6, č. 1-2 (1947), str. 74–9
- 'The Use of Fiction in Psychotherapy: A Contribution to Bibliotherapy' (Využití fikce v psychoterapii: Příspěvek k biblioterapii), American Journal of Psychotherapy, sv. 3, č. 1 (leden 1949), pp. 26–33
- 'Pitfalls in Psychotherapy', The American Journal of Individual Psychology, 10 (1952), str. 20–26.
- „The courage for imperfection“ (Odvaha k nedokonalosti), Journal of Individual Psychology, 22 (1966), str. 163–65.